# 巨港轻轨
巨港轻轨（英語：Palembang Light Rail Transit）是印度尼西亞（印尼）南蘇門答臘省巨港市一座輕軌捷運系統，也是印尼第一座同類的城市軌道交通系統，首條線路連接苏丹马赫穆德·巴达鲁丁二世国际机场和查卡峇靈體育城，全長23.4公里，設站13座，是2018年亞洲運動會的配套工程之一，已於2018年7月15日通車，並於同年8月1日開始載客試運營。
南蘇門答臘省政府在2012年提出在巨港市興建輕軌鐵路的構思，並於2015年動工興建首條線路，至2018年中具備運行條件，總投資額為10.9兆盾（18億美元）。輕軌線路由印度尼西亞鐵路經營，並採用印尼國有的鐵路工業公司和龐巴迪運輸合作製造的電動列車。印尼原反對派領袖普拉博沃·蘇比安托批評巨港輕軌的造價高於其他國家興建輕軌鐵路的平均成本，項目管理方則比較東南亞各條輕軌鐵路的造價，回應他的論點。

## 歷史
南蘇門答臘省政府在2012年就已經打算在巨港市興建集體運輸系統，並與投資者簽訂諒解備忘錄，興建一條全長25（16英里）的單軌鐵路，連接苏丹马赫穆德·巴达鲁丁二世国际机场和查卡峇靈體育城。由於時任南蘇門答臘省省長亚力克斯·努尔丁認為輕軌捷運系統緩解交通擠塞的效率較佳，所以單軌鐵路項目在2015年改為輕軌鐵路項目。

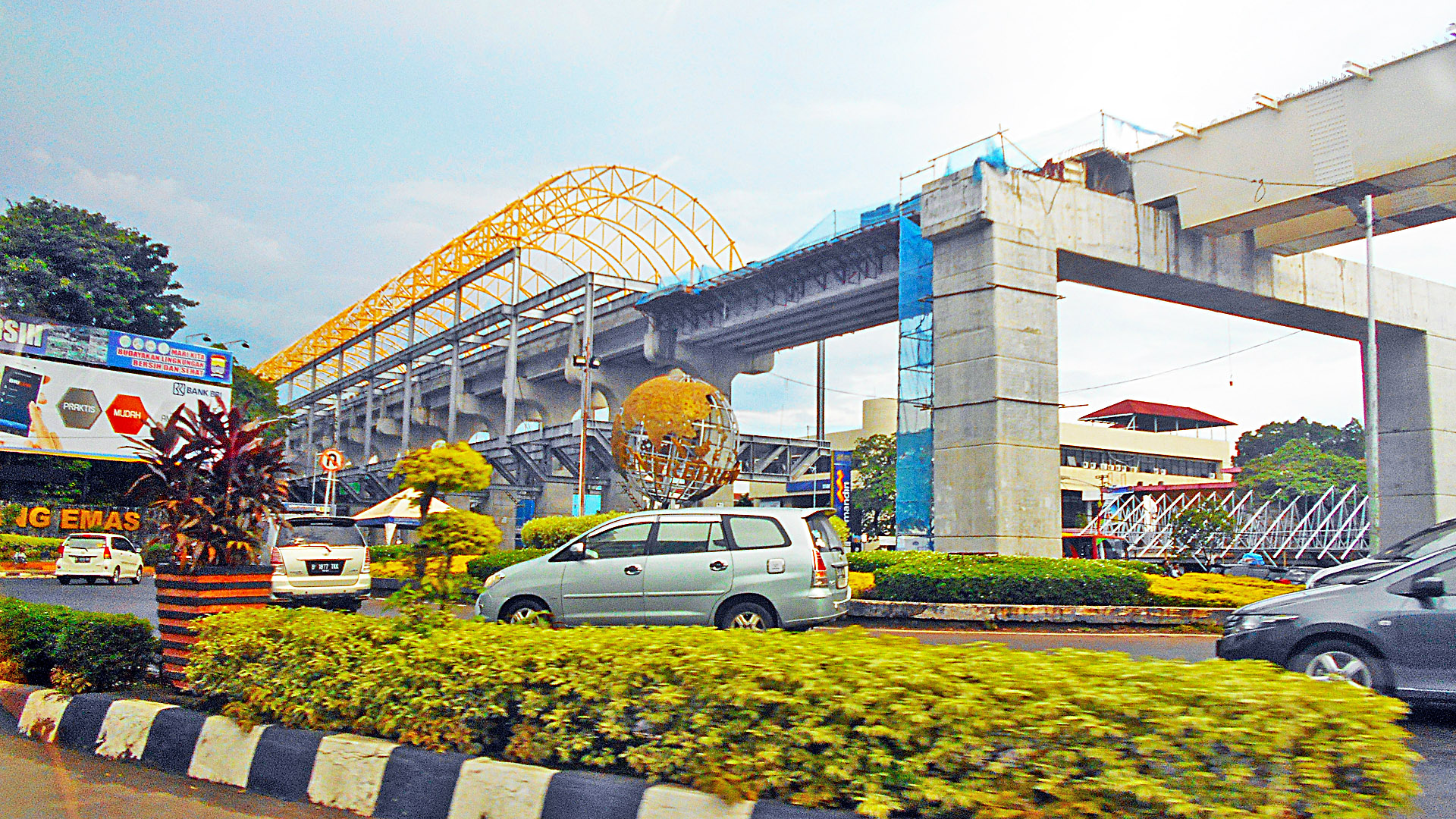
施工中的巨港輕軌

由於巨港市是2018年亚洲运动会的舉辦城市之一，所以這個項目要在亞運會開幕之前竣工。印尼總統佐科·維多多在2015年10月頒布2015年第116號總統令，促進南蘇門答臘省的鐵路運作，委託國營的瓦斯基达卡亚公司擔任輕軌項目的主承建商，同時把經營、維護輕軌鐵路的責任交給印度尼西亞鐵路；本項目則於同年11月動工建設。瓦斯基达卡亚公司又在2017年2月與交通部鐵路總司簽訂起初總值12.5兆盾巨港輕軌項目的工程合約。這條線路原訂於2018年2月竣工，至同年5月通車，最終延至2018年5月22日完成試車，2018年6月竣工，並於7月15日舉行通車典禮，由佐科總統主持，當時離亞運會開幕只有1個月。負責監督項目的第三方顧問SMEC國際經過檢討之後，把項目的最終造價調低到10.9兆盾（當時相等於7億5500萬美元）。建設成本先由瓦斯基达卡亚公司支付，再由印尼政府分四年償還。
巨港輕軌在8月1日開放載客，早於雅加达轻轨通車，並成為印尼第一座通車的輕軌鐵路系統。起初這條線路只有6座車站可以開放給公眾使用，而且營運方還限制（甚至禁止）市民使用輕軌列車，以方便亞運會選手和團部官員乘車，不過在8月19日至9月2日期間，所有乘客都不用支付車費。在亞運會開幕之前，巨港輕軌的列車經常出現問題，比如在8月13日三次停駛。
前反對派領袖、大印尼運動黨黨魁普拉博沃·蘇比安托批評巨港輕軌造價高昂，並表示這條線路每公里造價4000萬美元，比世界各地普通的輕軌鐵路每公里造價800萬美元還要高。巨港輕軌項目的負責人則指出，相比起鄰近國家的輕軌鐵路項目（比如每公里造價6552萬美元的格拉那再也綫，以及每公里造價7460萬美元的馬尼拉輕軌1號線北延線），這個項目的建設成本已經算是比較便宜。

## 營運

### 車站
巨港輕軌設有13座車站，所有車站樓高兩層，底層為車站大堂，頂層為月台。所有車站均設有樓梯和升降機，方便乘客來往車站大堂和地面，有的車站在出入口安裝扶手電梯，有的車站在出入口安裝自動行人道，此外還有5座車站擬興建行人天橋，連接鄰近的大廈和社區設施。以查卡峇靈站為例，車站外部蓋上了鋁複合板，所以呈現出淺灰色的外貌。車站大堂由高架橋的支柱貫穿，設有客務中心、展覽廳、票務處、祈禱室、自動櫃員機、洗手間等32項設施，月台則設有候車區、月台室、通訊及信號設備室和機房四項設施。中央政府計劃與地方政府合作，把巨港輕軌和穆西河畔巴士服務接駁起來。
| 車站名稱                       | 圖片 | 所在區域         | 轉乘巴士綫     | 通車日期       |
| ------------------------------ | ---- | ---------------- | -------------- | -------------- |
| 機場 Bandara                   |      | 巨港市蘇卡拉美鎮 | 5號線          | 2018年8月1日   |
| 哈吉宿舍 Asrama Haji           |      | 巨港市蘇卡拉美鎮 | 5號線          | 2018年9月7日   |
| 蕉木 Punti Kayu                |      | 巨港市蘇卡拉美鎮 | 1、9號線       | 2018年9月24日  |
| 地方綜合醫院 RSUD              |      | 巨港市蘇卡拉美鎮 | 1、9號線       | 2018年9月25日  |
| 嘉魯達·登波 Garuda Dempo       |      | 巨港市格穆寧鎮   |                | 2018年10月19日 |
| 區長 Demang                    |      | 巨港市河下西一鎮 | 2號線          | 2018年10月6日  |
| 布米·斯里威查亞 Bumi Sriwijaya |      | 巨港市河下西一鎮 | 3、6號線       | 2018年8月1日   |
| 運輸局 Dishub                  |      | 巨港市河下東一鎮 | 6號線          | 2018年9月20日  |
| 金德 Cinde                     |      | 巨港市河下東一鎮 | 1、4、6、9號線 | 2018年8月1日   |
| 安培拉 Ampera                  |      | 巨港市河下東一鎮 | 1、3號線       | 2018年8月1日   |
| 市警局 Polresta                |      | 巨港市河上一鎮   | 9號線          | 2018年9月27日  |
| 查卡峇靈 Jakabaring            |      | 巨港市河上一鎮   | 9號線          | 2018年8月1日   |
| 查卡峇靈手工業理事會 DJKA      |      | 萬由辛縣紅毛丹鎮 | 9號線          | 2018年8月1日   |

### 營運時間
巨港輕軌在2020年4月1日調整營運時間表，從查卡峇靈手工業理事會站開往機場站的首班車在每天上午8時39分開出，末班車在每天下午3時46分開出；從機場站開往查卡峇靈手工業理事會站的首班車在每天上午9時33分開出，而末班車則在每天晚上4時40分開出。為了防止2019冠狀病毒病疫情擴散，印尼鐵路公司已經把班距拉長到36分鐘。截至2019年10月底，巨港輕軌的準時率為99.9%。乘搭輕軌列車從機場到查卡峇靈體育城，理論上可在47分鐘之內到達目的地。列車行駛期間會在中途站停留20秒，並在到達終點站後停留10分鐘。

### 車種
巨港輕軌其中8列電動列車（24節車廂）已於2018年4月運抵巨港市，並於同年8月開始載客。一列列車設有3節車廂，全長51,800（169.9英尺），一節車廂重88公噸（88,000），整列車設有78個座位，定員722人。首、尾兩節車廂為動車，可載客231人，中間一節車廂為拖車，可載客260人。
列車車體使用不鏽鋼鑄造，車體高3,700毫米，車廂高1,025毫米，轉向架之間相隔11,500毫米。上述列車由印尼國有的鐵路工業公司組裝，期間由龐巴迪運輸派往印尼的技術人員監督。列車採用的組件當中大約有一半在印尼製造，另外引擎採用德國技術。車廂設有冷氣、閉路電視和免費Wi-Fi網絡。

### 技術規格
巨港輕軌全長23.4（14.5英里），全線為高架鐵路，連接西北方的苏丹马哈茂德·巴达鲁丁二世机场和東南方的車廠，採用三六軌距（1067毫米）的無碴軌道和固定閉塞式列車自動控制系統（ATO）。這座輕軌鐵路系統採用第三軌供電，以750伏特直流電驅動列車運行。輕軌沿線設有9座變電站，為第三軌輸送電力。列車從安培拉站駛向市警局站期間，會經過一座位於安培拉大橋旁邊的高架橋，橫跨穆西河。

## 票務及載客量
巨港輕軌採用單一票價制，票價分為兩類，不涉及機場站的單程票價為5,000盾，涉及機場站的單程票價則為10,000盾。營運方在2018年12月1日廢除紙質單程票，此後乘客必須使用電子票卡乘車，屆時乘客可以在票務處為電子票卡充值，當地各家銀行也會在車站發售自家的電子票卡。通車後，政府將於每年耗資2000至3000億盾，為巨港輕軌提供車費補貼，直至票務收入能夠彌補營運成本為止。
承建商預計，巨港輕軌的日均載客量初期可達到96,000人次，到2030年將增加到110,000人次。從2018年7月中到2019年10月底，巨港輕軌的總乘客量已超過300萬人次，工作日的客流量要比週末和節假日來得高。